# Vlootbasis Karlskrona
De Vlootbasis Karlskrona (Zweeds:Örlogsstaden Karlskrona) is een van de veertien werelderfgoederen op de Werelderfgoedlijst van de UNESCO in Zweden en is opgenomen op deze lijst in 1998, het is een cultuurerfgoed.
Karlskrona in Blekinge (Zuid-Zweden) is een bijzonder voorbeeld van een laat-17e-eeuwse geplande Europese vlootbasis. De originele indeling en veel van de gebouwen hebben intact overleefd, samen met de vlootinstallaties, die de ontwikkelingen tot op heden illustreren.
De vlootbasis stamt uit 1680, toen Zweden een grote macht was en heerste over land van hedendaags Finland, Estland, Litouwen en delen van Noord-Duitsland. Karlskrona werd gebouwd op toenmalig op Denemarken veroverd land. Er werd een scheepswerf gebouwd en opslagplaatsen. In 1681 liep het eerste schip van stapel.
In de volgende eeuwen werd de werf uitgebouwd, onder andere vanwege oorlogen tegen Denemarken en Rusland. Een volgende uitbouw werd uitgevoerd tijdens de Tweede Wereldoorlog, waarbij Zweden neutraal was. Sinds deze tijd lopen de activiteiten in de stad terug.
Vergelijkbare steden met een vlootbasis zijn Portsmouth, Chatham en Devonport in Engeland, Rochefort in Frankrijk, Holmen in Denemarken en Kronstadt in Rusland. Bijna al deze steden zijn in de Tweede Wereldoorlog zwaar beschadigd. De enige concurrentie was Chatham met een goed bewaarde werf; het ligt echter landinwaarts aan een rivier. Hierdoor kon Karlskrona zich met succes aanmelden voor opname als werelderfgoed.
De motivatie van de UNESCO voor opname op de werelderfgoedlijst was:
- Criterium II: Karlskrona is een bijzonder goed behouden voorbeeld van een Europese vlootbasis, die componenten bevat, afgeleid van vroegere basissen in andere landen en welke op zijn beurt weer model heeft gestaan voor andere steden met vergelijkbare functies.
- Criterium IV: Vlootbasissen speelden een belangrijke rol gedurende de eeuwen, toen de zeemacht een belangrijke factor was in de Europese politiek. Karlskrona is het best en het compleetst bewaard gebleven.